# 鬼怒川ゴム工業
鬼怒川ゴム工業株式会社（きぬがわゴムこうぎょう、英: Kinugawa Rubber Industrial Co., Ltd.）は、自動車用部品の製造企業で、千葉市稲毛区に本社を置いている。略称は「鬼ゴム」。
かつては「鬼タイヤ」の商標で二輪・四輪用タイヤを生産していたが、現在の主な製品はドアシールやモールといった車体用部品である。
インシュレーター（防振部品）としては、エチレンプロピレンゴム製防振ゴム部品『プラータ（鬼怒川ゴム独自の加工技術によるエンジンマウント、エキゾーストマウント、プロペラシャフトセンターベアリングマウント）』など。
その他、自動車用ホースやブレーキ部品などを製造している。
日産自動車株式会社が筆頭株主かつその他の関係会社、東洋ゴム工業（現・TOYO TIRE）株式会社が第二位かつ主要株主であったが、2016年（平成28年）9月に日本政策投資銀行傘下の会社が買収し、日産グループから離脱した。

## 沿革
- 1933年（昭和8年）- 創業者杉田信が合資会社近信商会を東京・神田橋本町（現在の東神田）に設立。
- 1938年（昭和13年）頃 -  工場用地を探していた所、東京都江戸川区の合資会社鬼怒川護謨（ゴム）工業所の工場が売りに出されているのが分かる。
- 1939年（昭和14年） - 鬼怒川護謨工業株式会社設立。
- 1961年（昭和36年） - 鬼怒川ゴム工業株式会社（初代）に商号変更。
- 1962年（昭和37年） - 東京証券取引所2部に上場。
- 1964年（昭和39年） - 千葉県千葉市に工場を建設し本社を移転。
- 1978年（昭和53年） - 東京証券取引所1部に指定替え。
- 1999年（平成11年） - 東洋ゴム工業株式会社と資本・業務提携。
- 2001年（平成13年） - 工場部門を分社化。（株）キヌガワ郡山、（株）キヌガワ大分、（株）キヌガワ防振部品、（株）キヌガワブレーキ部品　設立。
- 2004年（平成16年） - ハッチンソン社との包括的協力契約締結。エスイーシー化成株式会社設立。帝都ゴム株式会社を子会社化。
- 2005年（平成17年） - 八洲ゴム工業株式会社の経営権取得。
- 2011年（平成23年）8月1日 - ジャスダックに上場していた帝都ゴムを完全子会社化[3]。
- 2016年（平成28年）
  - 9月8日 - 株式会社日本政策投資銀行傘下の株式会社VGホールディングス第一号が株式公開買付けにより株式の92.41 %を取得。同社と日本政策投資銀行が親会社となる[2]。
  - 10月21日 - 東京証券取引所1部上場廃止。
  - 10月26日 - 株式等売渡請求により株式会社VGホールディングス第一号の完全子会社となる[4]。
  - 12月1日 - 株式会社VGホールディングス第一号が、鬼怒川ゴム工業株式会社（初代）を吸収合併して、鬼怒川ゴム工業株式会社（2代）となる[5]。
- 2018年（平成30年） - （株）キヌガワ郡山、（株）キヌガワ大分、（株）キヌガワ防振部品、（株）キヌガワブレーキ部品を合併。
- 2020年（令和2年）
  - 4月1日 - 帝都ゴム及びキヌテックを吸収合併。
  - 7月1日 - ケイジー物流（株）の全株式を大王製紙グループであるダイオーロジスティクス株式会社へ譲渡[6][7]。

## 事業所
- 本社 - 千葉県千葉市稲毛区
- 大阪営業所 - 大阪府吹田市

## 国内関係会社
- エスイーシー化成株式会社
- 佐藤ゴム化学工業株式会社
- ナリタ合成株式会社
- 八洲ゴム工業株式会社